# Степь (Забайкальский край)
Степь — посёлок при станции в Оловяннинском районе Забайкальского края. Образует сельское поселение «Степнинское». 
В посёлке находится железнодорожная станция Степь Забайкальской железной дороги (ЗабЖД).

## География
Расположен в 16 км к северо-западу от районного центра — пгт Оловянная. Через посёлок проходит федеральная автомагистраль А350 Чита — Забайкальск — граница с КНР. Вдоль западной окраины селения проходит Южный ход ЗабЖД (участок Карымская — Забайкальск). К востоку от посёлка находится ныне законсервированный военный аэродром «Степь».

## Население
| 2002  | 2010  | 2013  | 2014  | 2015  | 2016  | 2017  |
| ----- | ----- | ----- | ----- | ----- | ----- | ----- |
| 3038  | ↘2753 | ↘1980 | ↘1842 | ↘1712 | ↘1677 | ↘1655 |
| 2018  | 2019  | 2020  | 2021  |       |       |       |
| ↘1646 | ↘1616 | ↘1609 | ↘488  |       |       |       |

## Инфраструктура
Средняя общеобразовательная школа, почтовое отделение.

## Люди, связанные с посёлком
- Михайлов Александр Яковлевич — советский и российский актёр театра и кино; провёл на станции Степь детские и юношеские годы.
- Камалия - украинская певица, фотомодель.